# Pomnik Poległych Stoczniowców 1970
Pomnik Poległych Stoczniowców 1970 (pierwotnie Pomnik ofiar grudnia 1970) – pomnik w postaci trzech krzyży z kotwicami, upamiętniający ofiary wydarzeń Grudnia 1970 i znajdujący się na placu Solidarności w Gdańsku, w pobliżu Bramy nr 2 Stoczni Gdańskiej, niedaleko miejsca, gdzie padli pierwsi czterej zabici (Kazimierz Stojecki, Jerzy Matelski, Andrzej Perzyński i Stefan Mosiewicz). Został odsłonięty 16 grudnia 1980.

## Historia powstania pomnika
W 1971, Henryk Lenarciak, ówczesny przewodniczący rady oddziałowej Związku Zawodowego Metalowców na Wydziale W-4, wysunął postulat budowy pomnika, który upamiętniałby stoczniowców poległych w grudniu 1970. Realizacja tego zamierzenia możliwa jednak była dopiero po podpisaniu porozumień sierpniowych. W czasie strajków zbierano fundusze na cele jego budowy wśród strajkujących i mieszkańców Trójmiasta, pojawiali się także ofiarodawcy z innych stron kraju. Zawiązał się komitet budowy pomnika, na którego czele stanął wspomniany Henryk Lenarciak; jego zastępcą był Marek Adamczewski, a sekretarzem komitetu został Zygmunt Manderla.
Pierwotny projekt, autorstwa Bogdana Pietruszki z Biura Projektowo-Konstrukcyjnego Stoczni Gdańskiej im. Lenina, zatwierdzony przez Plenum Międzyzakładowego Komitetu Strajkowego 24 sierpnia 1980, przewidywał, że monument składać się będzie z czterech krzyży, łączących się kotwicami i ramionami. Opracowania formy plastycznej pomnika podjął się bezpośrednio po podpisaniu porozumień trzyosobowy zespół, w którego skład weszli architekt i plastyk Wojciech Mokwiński, rzeźbiarka Maria Korpalska, artysta plastyk Giedymin Jabłoński. Zespół ten zaproponował trzy krzyże zamiast czterech, ze względu na lepszą bryłę i bardziej uniwersalną symbolikę. Konsultował i poparł ten pomysł ówczesny biskup diecezji gdańskiej Lech Kaczmarek. Zespół zaproponował także użyte finalnie materiały – stal kwasoodporną i brąz. Projekt w wersji tego zespołu zatwierdził (co było wymogiem ówczesnego prawa w Polsce) wiceminister kultury i sztuki, główny konserwator zabytków Wiktor Zin. 1 października 1980 komitet wybrał kolejną wersję projektu pomnika, zaproponowaną przez zespół, w skład którego wchodzili: Bogdan Pietruszka, Elżbieta Szczodrowska, Robert Pepliński (rzeźbiarze) i Wiesław Szyślak (architekt). Małą architekturę w otoczeniu pomnika zaprojektowali Wojciech Mokwiński i Jacek Krenz. Członkami Komitetu 10 października 1980 byli również m.in. Szczepan Baum, Andrzej Gwiazda i Jan Koziatek.
Władze próbowały odwlec budowę pomnika, m.in. proponując zorganizowanie szerokiego konkursu. Podjęto także próbę zmiany jego nazwy, tak by objął on również pamięć poległych milicjantów. Udało się temu zapobiec dzięki ostrym protestom Anny Walentynowicz, która obawiała się, że może to umożliwić manipulację prawdą historyczną i rozmycie odpowiedzialności za masakrę stoczniowców. Do końcowego zatwierdzenia lokalizacji i terminu rozpoczęcia budowy przyczyniły się także odważne działania całej grupy osób współpracujących z Komitetem Budowy Pomnika. Obalali oni przygotowywane wielokrotnie na zlecenie komunistycznych władz fałszywe materiały i dokumenty mające uniemożliwić realizację projektu.
Pierwszy pal pod budowę wbito 17 września 1980. Z kolei uroczystość wbudowania kamienia węgielnego odbyła się 6 grudnia 1980. Głównym wykonawcą zostało gdańskie Przedsiębiorstwo Remontowo Montażowe Przemysłu Okrętowego „Budimor”, choć w budowie pomnika brało udział kilkanaście zakładów i instytucji. 16 grudnia 1980, w dziesiątą rocznicę wydarzeń grudniowych, pomnik został odsłonięty. Ceremonii towarzyszyło premierowe odtworzenie Lacrimosy Krzysztofa Pendereckiego, dzieła zamówionego specjalnie na tę okazję przez Lecha Wałęsę. Mimo kilkukrotnie ponawianych zaproszeń, w uroczystości poświęcenia pomnika nie zdecydował się wziąć udziału prymas Stefan Wyszyński – uważał, iż nie może być tylko "prymasem stoczniowców".

## Opis i dane techniczne
Pomnik składa się z trzech krzyży, z których każdy waży 36 ton i mierzy 42 metry wysokości. Na każdym krzyżu zawieszona jest kotwica o wadze około 2 ton każda. W dolnej części monumentu przewidziano płaskorzeźby ze scenami z życia stoczniowców. Na pomniku został umieszczony cytat z psalmu 29, a także fragment wiersza Który skrzywdziłeś Czesława Miłosza. Krzyże wykonano z płyt ze stali chromoniklowej, kwasoodpornej, kotwice z płyt mosiężnych, a płaskorzeźby z brązu.

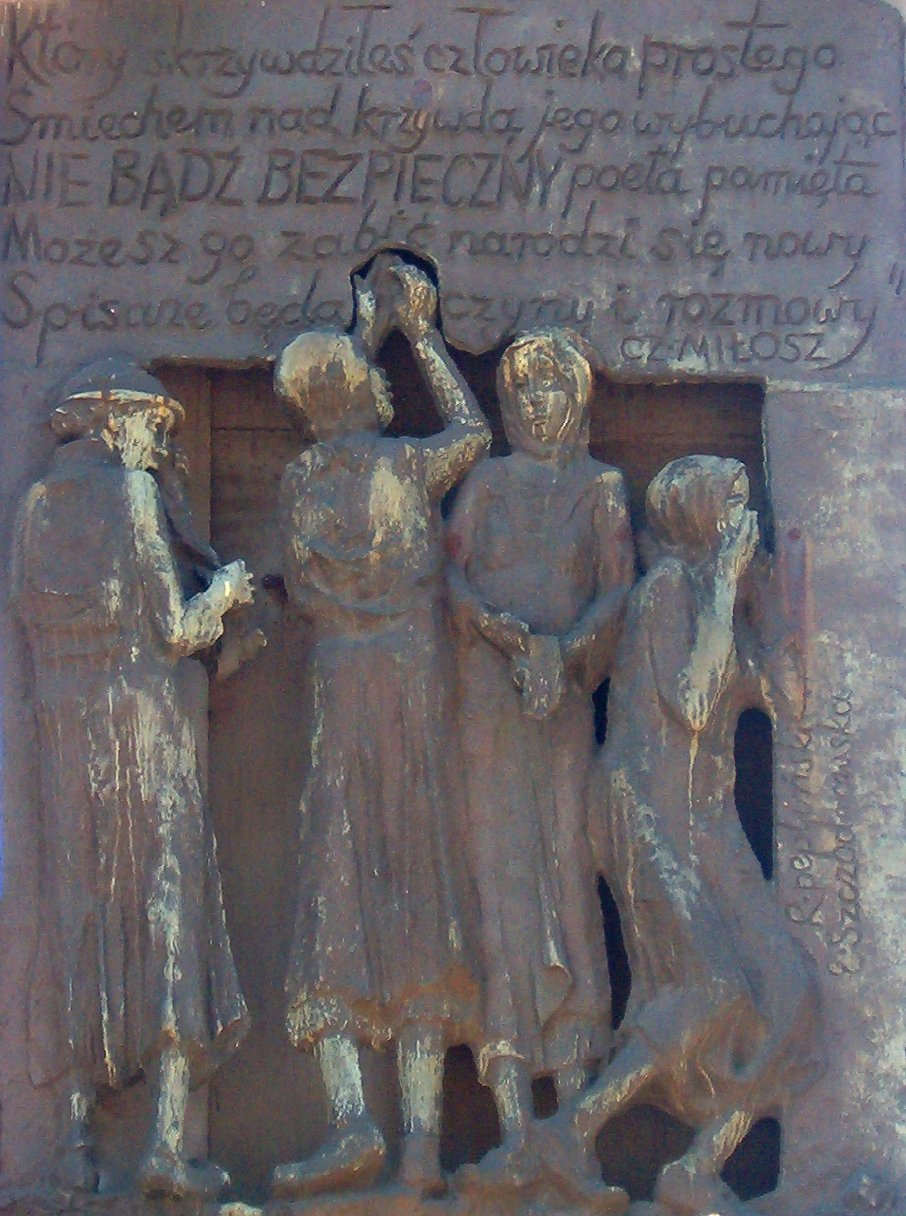
Wiersz Miłosza na pomniku